# Ravenswood (Virgínia de l'Oest)
Ravenswood és una població dels Estats Units a l'estat de Virgínia de l'Oest. Segons el cens del 2000 tenia 4.031 habitants.

## Demografia
Segons el cens del 2000, Ravenswood tenia 4.031 habitants, 1.692 habitatges, i 1.135 famílies. La densitat de població era de 845,9 habitants per km².
Dels 1.692 habitatges en un 29,3% hi vivien nens de menys de 18 anys, en un 52,5% hi vivien parelles casades, en un 12,4% dones solteres, i en un 32,9% no eren unitats familiars. En el 30,4% dels habitatges hi vivien persones soles el 15,1% de les quals corresponia a persones de 65 anys o més que vivien soles. El nombre mitjà de persones vivint en cada habitatge era de 2,29 i el nombre mitjà de persones que vivien en cada família era de 2,83.
Per edats la població es repartia de la següent manera: un 23,6% tenia menys de 18 anys, un 6,6% entre 18 i 24, un 23,5% entre 25 i 44, un 22,7% de 45 a 60 i un 23,5% 65 anys o més.
L'edat mediana era de 42 anys. Per cada 100 dones de 18 o més anys hi havia 77,1 homes.
La renda mediana per habitatge era de 30.308 $ i la renda mediana per família de 37.416 $. Els homes tenien una renda mediana de 34.417 $ mentre que les dones 21.134 $. La renda per capita de la població era de 15.696 $. Entorn del 15,4% de les famílies i el 17,6% de la població estaven per davall del llindar de pobresa.

## Poblacions més properes
El següent diagrama mostra les poblacions més properes.